# Dumbría (kommun)
Dumbría är en kommun i Spanien. Den ligger i provinsen A Coruña i den autonoma regionen Galicien i nordvästra delen av landet, 500 km nordväst om huvudstaden Madrid. Antalet invånare är 2 776 (2024).